# هولودومور
هولودومور (به اوکراینی: Голодомор) یا قحطی بزرگ اوکراین، یک قحطی در جمهوری شوروی سوسیالیستی اوکراین واقع در کشور اوکراین کنونی بود که در سال‌های ۱۹۳۲ و ۱۹۳۳ توسط سیاست‌های دولت اتحاد جماهیر شوروی در دوران ژوزف استالین ایجاد شد و منجر به مرگ بین ۲٫۲ تا ۱۰ میلیون شهروند اوکراینی شد.

وضعیت قانونی شناسایی به عنوان نسل‌کشی:
رسماً نسل‌کشی شناخته می‌شود
رسماً به عنوان پاکسازی قومی محکوم شده است
رسماً نسل‌کشی شناخته نمی‌شود

گفته می‌شود که استالین این قحطی را برای از بین بردن جمعیت دهقان اوکراین ایجاد کرد تا بدین ترتیب جلوی جنبش میهن‌پرستی اوکراین را بگیرد و آن را سرکوب کند. بسیاری از تاریخ نگاران هولودومور را به عنوان یکی از بزرگ‌ترین نسل‌کشی‌های تاریخ و بزرگ‌ترین کشتار در طول زمان صلح به‌شمار آورده‌اند.

## قحطی تصنعی
قبل از هر چیز عوامل سیاسی مسبب این قحطی بودند. هولودومور نه به عنوان یک پدیده تصادفی با منشأ طبیعی یا اجتماعی، بلکه نتیجه به‌کارگیری هدفمند ترور به‌واسطه قحطی، به عبارت دیگر نژادکشی توسط حکومت توتالیتاریستی بود.
نابودی گسترده کشاورزان اوکراین توسط قحطی تصنعی، یک اقدام عمدی تروریستی سیستم سیاسی استالین علیه افراد غیرنظامی، علیه اوکراین به عنوان یک ملت و به‌طور خاص علیه کشاورزان به عنوان یک طبقه بود. در پی آن نه تنها قشر کثیری از کشاورزان و کارفرمایان مرفه و مستقل از دولت، بلکه نسل کاملی از جمعیت کشاورز نابود شدند. بنیادهای اجتماعی ملت، سنن، فرهنگ و هویت معنوی آنها خدشه دار شد. هدف اصلی سازمان دادن قحطی تصنعی، برهم زدن پایگاه اجتماعی اوکراین علیه حکومت کمونیسم و فراهم نمودن کنترل کامل از جانب دولت بر تمامی اقشار جمعیت بود.
در اسناد دفتر سیاسی کمیته مرکزی حزب کمونیسم (بلشویک) اوکراین، شواهدی بر اینکه در پاییز سال ۱۹۳۲ «قطارهای سبزی» جهت تأمین محصولات غذایی مراکز صنعتی روسیه برای تعطیلات اکتبر سازماندهی شده بودند، موجود می‌باشد. از اوکراین نه تنها مواد زراعتی، بلکه حتی خیار ترش، کلم و گوجه را نیز خارج می‌کردند که قطعاً سبب محکومیت مردم به مرگ در اثر قحطی و گرسنگی می‌شدند.
به‌واسطه دستورهای دولت، هرگونه تجارت در مناطق روستانشین ممنوع، عرضه مواد غذایی به روستاها متوقف شد، هرگونه استفاده از غلات جهت پرداخت دستمزد در مناطق، تحت تعقیب قرار می‌گرفت و برای آن مجازات ۱۰ سال زندان و اعدام درنظر گرفته می‌شد و طرح‌های تهیه غله را انجام ندادند، سیستم جریمه‌های طبیعی و حبس کالا به اجرا گذاشته شد. وزن مشخص دانه اوکراین در حجم تهیه غله سراسر اتحادیه شوروی به بیش از یک سوم رسید، و در برخی مناطق از میزان پیش‌بینی شده برای قفقاز شمالی، منطقه مرکزی خاک سیاه، قزاقستان و منطقه مسکو فزونی یافت.

## روایت شاهدان
- الکساندرا اودیوک: بلشویک‌ها پس از انقلاب اکتبر بریگادهای نظامی خاص خودشان را ایجاد کردند که هر بریگاد شامل ۷ نفر بود. این بریگادها واگن‌هایی را که با اسب کشیده می‌شد در روستاها می‌چرخاندند و به مصادره غله و غذای خانه‌های کشاورزان دست می‌زدند. در آن زمان دولت شوروی زمین‌های مالکان که گولاگ نامیده می‌شدند و کارگرانی که روی این زمین‌ها کار می‌کردند را در مزارع به هم پیوسته و اشتراکی متمرکز می‌کردند که کالخوز نامیده می‌شد. محصولات این مزارع را جمع‌آوری و برای صدور به خارج از اوکراین به ایستگاه‌های راه‌آهن منتقل می‌کردند.
- اولنا گونچاروک: دوران وحشتناکی بود و مردم ناامید و دست از جان شسته بودند، ما از رفت و آمد در روستا هراس داشتیم، زیرا دهقانان گرسنه بودند و کودکان را شکار می‌کردند. من همسایه ام را به خاطر می‌آورم که دختری داشت. اما بعد دخترش ناپدید شد. ما به خانه او رفتیم و دیدیم سرش از بدن جدا شده است. روستائیانی که از قحطی نجات یافتند کسانی بودند که می‌توانستند در کالخوزها مقداری غذا را از بریگادها مخفی کنند و به خانه ببرند یا مشتی آرد را در آب حل کنند و بنوشند. مردی مأمور جمع‌آوری اجساد قحطی زدگان و انتقال آنها به گورستان بود این مرد مأمور به خانه یک زن رفت و خواست بدن مرده اش را بردارد. اما زن هنوز زنده بود. از مرد خواست که او را نبرد زیرا هنوز زنده است و دارد نفس می‌کشد. اما مرد جواب داد: به هرحال تو خواهی مرد و من نمی‌خواهم فردا دوباره اینجا برگردم.[۵]

## تئاتر
در فوریه سال ۲۰۲۱ نمایشی به نام هولودومور به نویسندگی علی صفری و کارگردانی رها حاجی زینل در ایران روی صحنه رفت، این نمایش مورد اقبال سفیر کشور اکراین قرار گرفت و برای اجرا در شهر کیف دعوت شد.

## نگارخانه

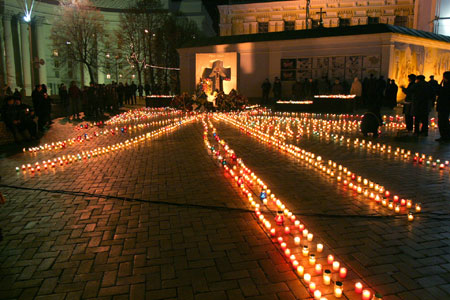
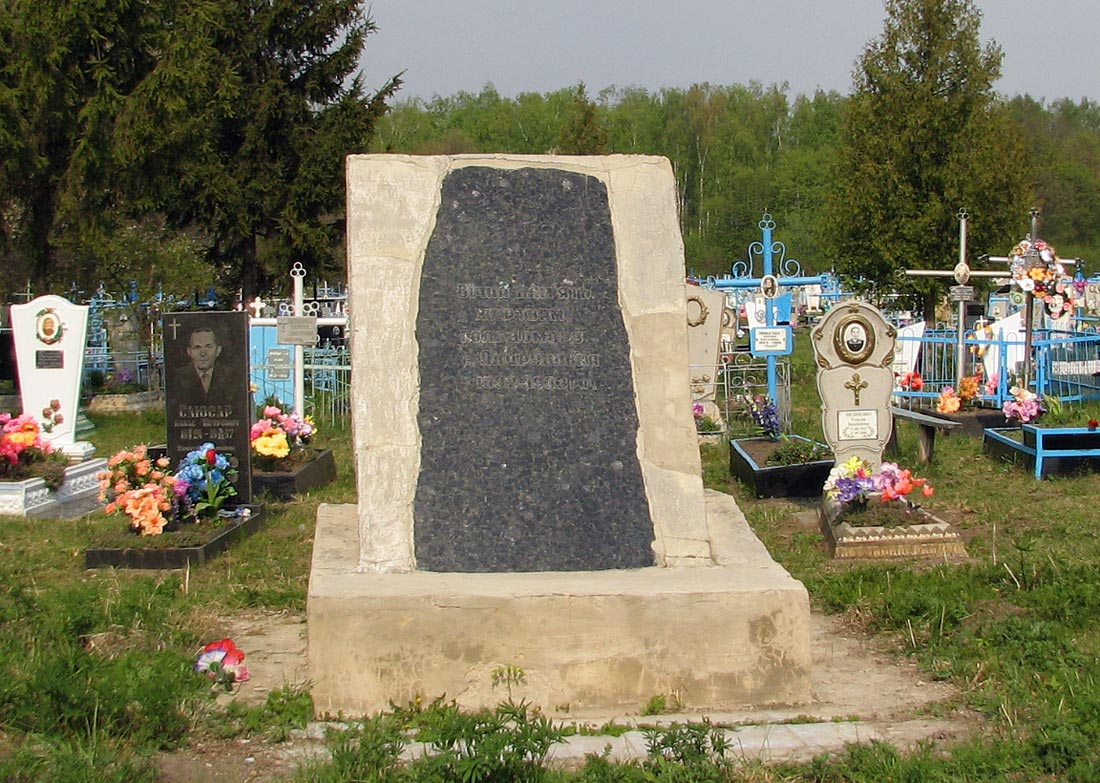
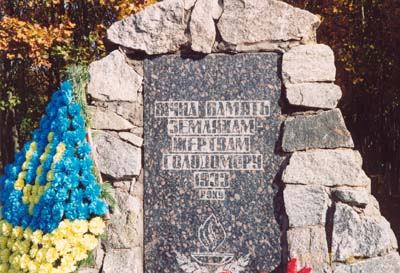
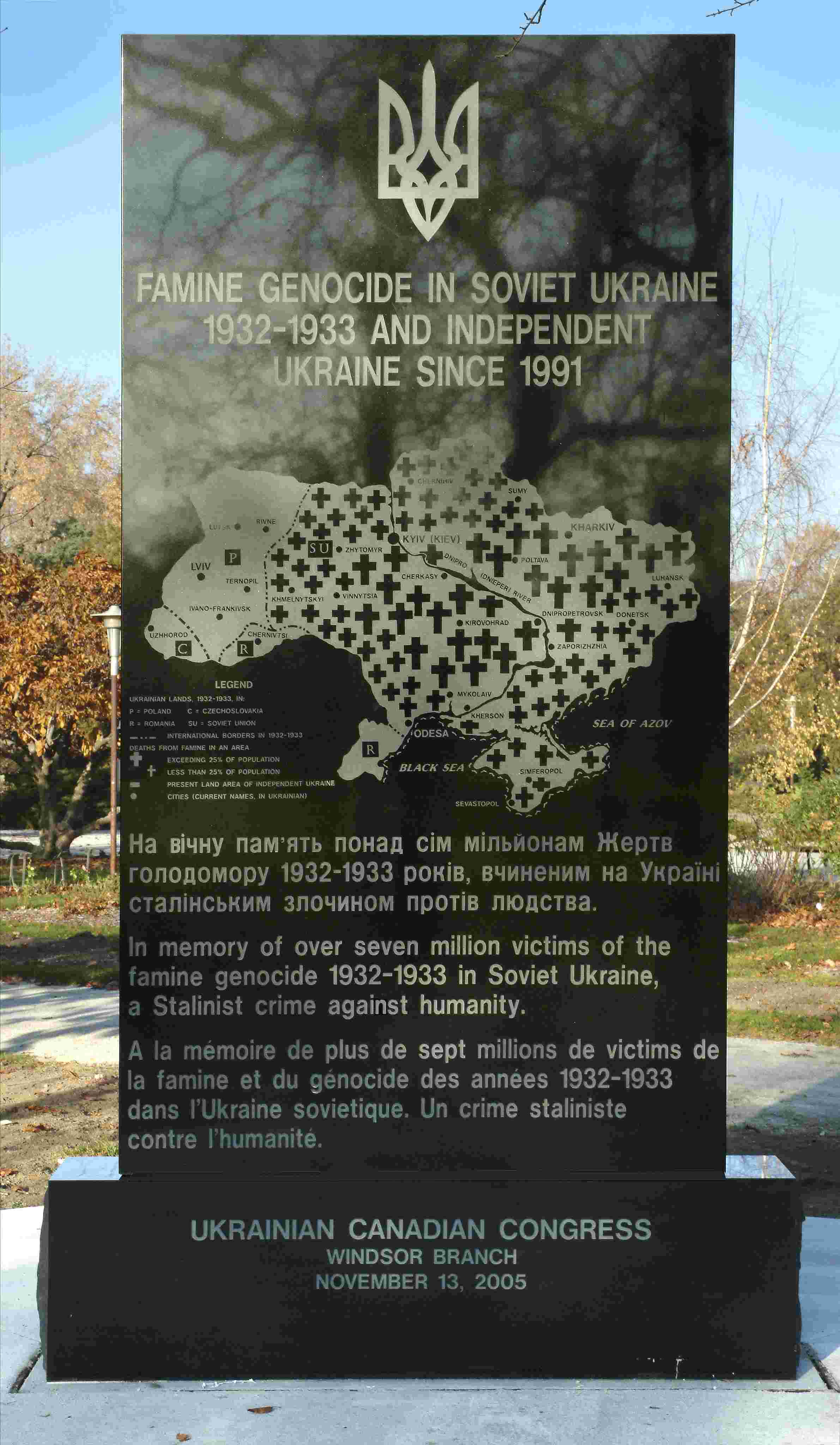
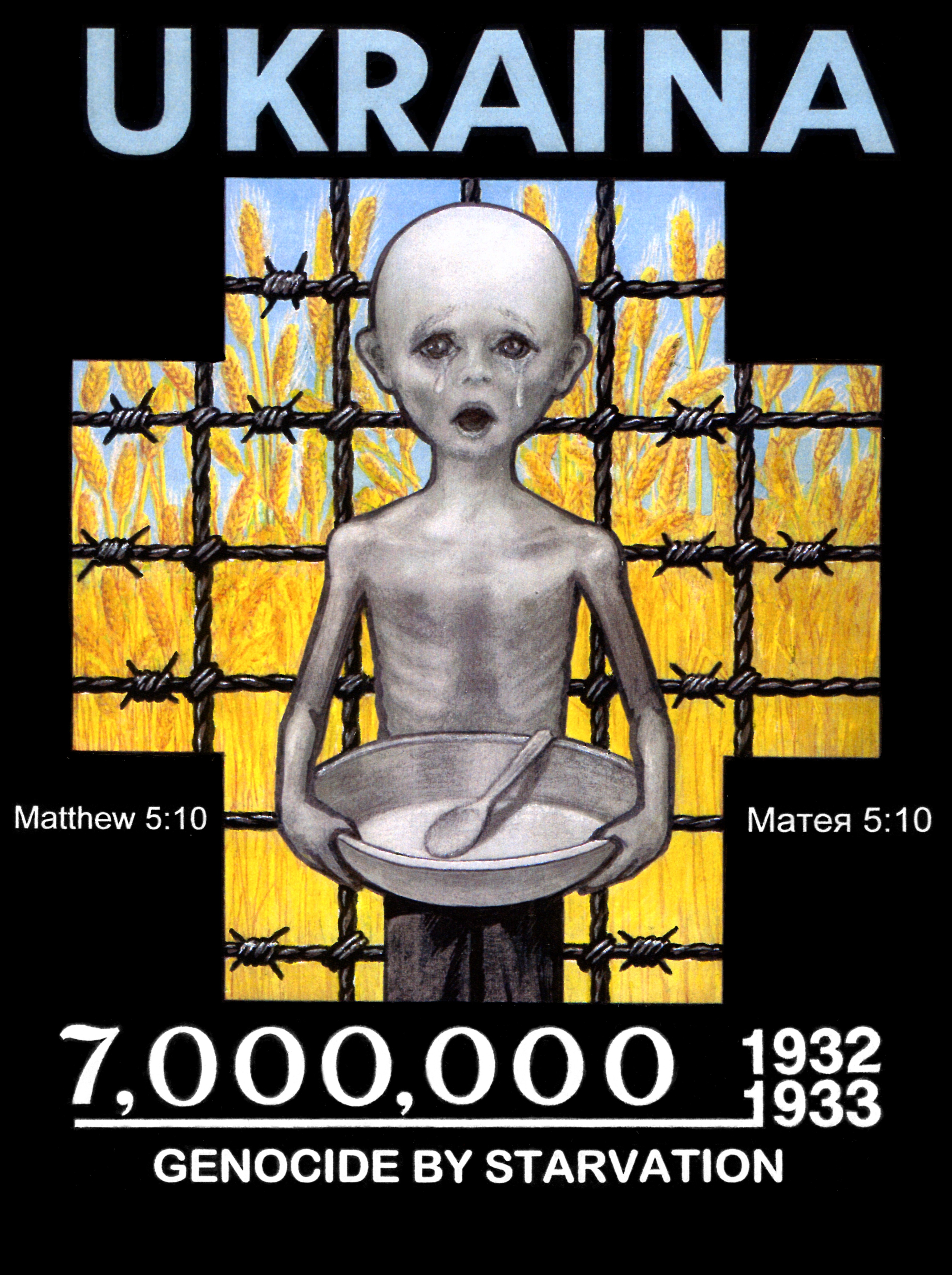
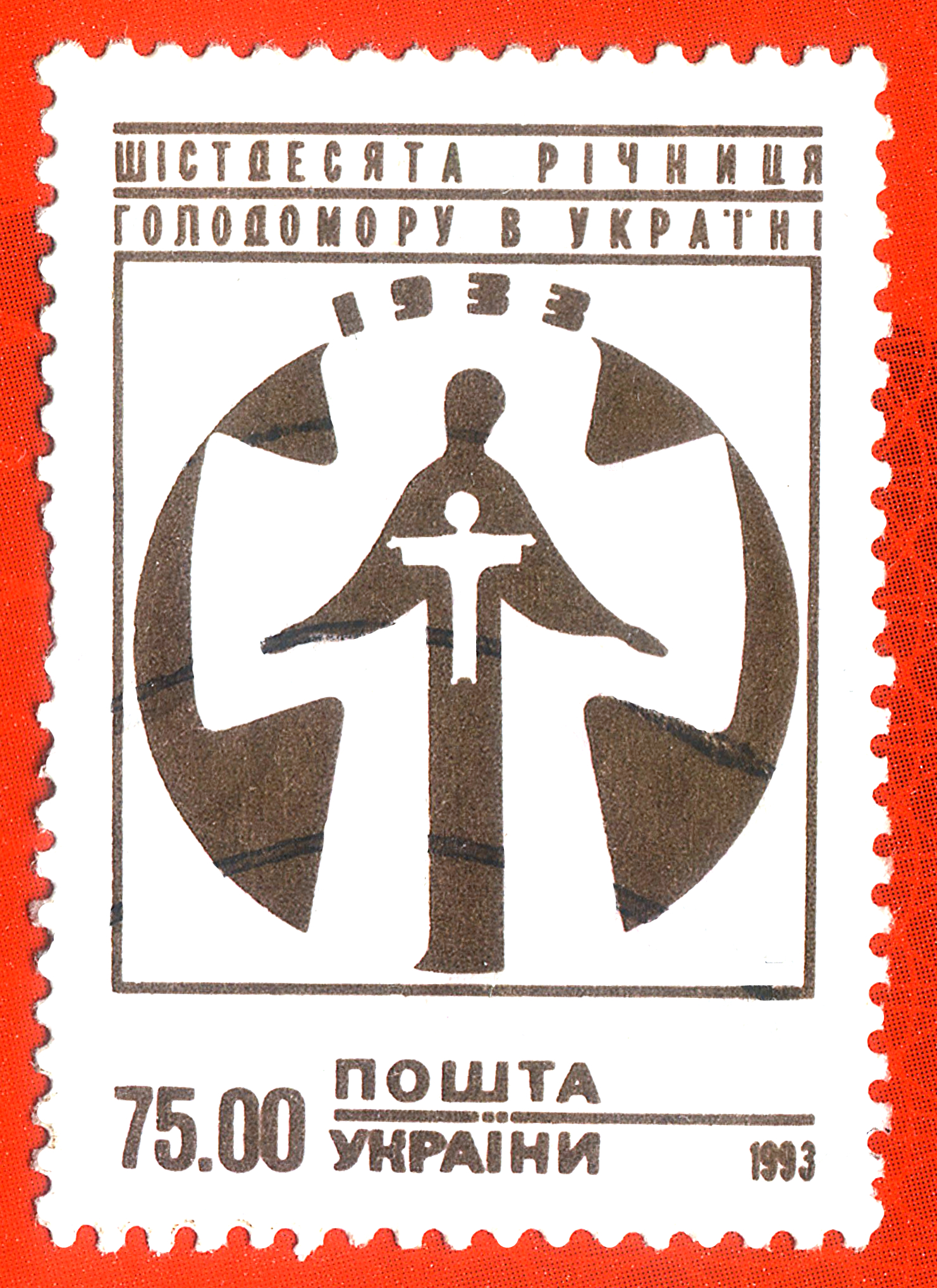